# Ciprian Gălățanu
Ciprian Gălățanu (Brașov, 17 de noviembre de 1989) es un deportista rumano que compite en esgrima, especialista en la modalidad de sable.
Ganó dos medallas en el Campeonato Mundial de Esgrima, plata en 2013 y bronce en 2016, y una medalla de bronce en el Campeonato Europeo de Esgrima de 2016.

## Palmarés internacional
| Campeonato Mundial | Campeonato Mundial      | Campeonato Mundial | Campeonato Mundial |
| Año                | Lugar                   | Medalla            | Prueba             |
| ------------------ | ----------------------- | ------------------ | ------------------ |
| 2013               | Budapest (Hungría)      | Medalla de plata   | Sable por equipos  |
| 2016               | Río de Janeiro (Brasil) | Medalla de bronce  | Sable por equipos  |
| Campeonato Europeo |                         |                    |                    |
| Año                | Lugar                   | Medalla            | Prueba             |
| 2016               | Toruń (Polonia)         | Medalla de bronce  | Sable por equipos  |